# Rudolf Schwarz (Bildhauer, 1878)
Rudolf Schwarz (* 27. Oktober 1878 in Kaiserslautern; † 13. April 1960 in Tutzing) war ein deutscher Bildhauer und Maler.

## Leben
Schwarz wurde 1878 in Kaiserslautern geboren. Nach Studien am Gewerbemuseum erhielt er ab 1896 seine Ausbildung in der Bildhauerschule von Wilhelm von Rümann an der Kunstakademie München. Er immatrikulierte sich im Alter von 18 Jahren dort am 27. Oktober 1896 mit der Matrikelnummer 1579 für das Fach Bildhauerei. Der Beruf seines Vaters ist als Buchhalter angegeben. Beginnend im Jahr 1902 zeigte er seine Werke bei der jährlichen Ausstellung im Münchner Glaspalast. Er war Mitglied im Reichsverband bildender Künstler Deutschlands. An Auszeichnungen erhielt Schwarz den Rom-Preis und die große silberne Medaille der Akademie. 1944 erlitt er den Verlust seines Münchner Ateliers und der dort aufbewahrten Werke. Schwarz lebte in Unterzeismering, Ortsteil von Tutzing, wo er 1960 verstarb. Zu seinen Werken gehört neben anderen meist weiblichen Figuren die 55 cm hohe Skulptur Frauenakt mit Kette aus dunkel patinierter Bronze.